# Luca di Canale
Luca di Canale (1340 circa – 1400 circa) è stato un condottiero italiano.

## Biografia

### Le prime battaglie
All'inizio della sua carriera militò nella Compagnia di San Giorgio di Alberico da Barbiano. Nel 1392 combatté nel perugino per Biordo Michelotti contro lo Stato Pontificio. L'anno successivo (1393) lasciò la Marca di Ancona con Edoardo Michelotti dopo la caduta di Città della Pieve nelle mani di Pandolfo e Pelino Baglioni, nemici del partito dei Raspanti e dei Michelotti. Con altri appartenenti al suo stesso partito poi liberò la rocca di Città della Pieve da un assedio e si impadronì con un trattato di questa località. In seguito scacciò i Baglioni anche da Piegaro. Nel settembre dello stesso anno imprigionò nel castello di Monte Penna Andrea Tomacelli, fratello di Papa Bonifacio IX.

### Montegranaro
Nel 1394 Luca di Canale giunse a Montegranaro con l'intento di impossessarsene: fece un patto con Andrea Zeno, fratello di Marco Zeno, lo spodestato signore di Montegranaro, al fine di impedire a tutti i costi il ritorno di quest'ultimo. Tra la fine di febbraio e l'inizio di marzo del 1394 giunsero nel castello marchigiano le milizie del condottiero Mostarda dalla Strada, che, riunite con quelle di Luca di Canale, formarono una brigata di 400 cavalieri. A causa delle precedenti scorrerie compiute in territorio fermano da questi soldati, i priori ed il magistrato di Fermo decisero di ingaggiare le genti dei capitani di ventura agli stipendi di Antonio Acquaviva di Offida, come Ottobuono de' Terzi ed altri, che entrarono a Fermo alle 3 di notte del 26 marzo 1394. Queste soldatesche cavalcarono verso il feudo di Montegranaro, con il piano di far uscire fuori dalle mura gli armigeri paesani e lo stesso Luca di Canale per catturarli. Intuito il tranello, sia i montegranaresi che Luca di Canale rimasero asserragliati all'interno del castello, facendo fallire il piano dei fermani e costringendoli a desistere. Le milizie del Mostarda e dei suoi capitani non furono sufficienti a portare la pace nella provincia: nonostante il loro intervento, la Marca continuava a vivere in un clima travagliato da continue guerre tra le diverse fazioni locali. Nel frattempo la provincia della Marca si era alleata con Conte da Carrara, che aveva ai suoi stipendi 300 lancieri, Mostarda dalla Strada e Luca di Canale, i quali avevano promesso di difendere quelle comunità da qualsiasi nemico. Ciononostante, Conte e Mostarda, avendo deciso di scendere verso la Puglia allo scopo di redimerla, assunsero Marino di Santa Vittoria con 150 cavalieri, Marino Abate di Montereale con altri 50 cavalieri e molti altri, tanto che in tutto formavano un'armata di circa 3000 cavalieri. Erano già su Ascoli quando seppero dell'entrata di Biordo da Perugia nella Marca. Conte da Carrara ed i suoi alleati immediatamente retrocessero in direzione di Fermo e posero il campo nei pressi del fiume Ete Morto, tra Montegranaro, Sant'Elpidio a Mare e Monte Urano. Per alcuni giorni quei venturieri si scontrarono, sino a che non trovarono un comune accordo, decidendo quindi di procedere insieme alla redenzione delle città ribelli. Per liberarsi da Michelotti, gli ascolani furono costretti a sborsare 3000 ducati. Rimosso l'assedio, le soldatesche continuarono le loro scorrerie ed arrivarono a San Flaviano, nei pressi di Ascoli. Qui Luca fu ferito alla gola da una freccia lanciata con una balestra.

### La cattura
Costretto a ritirarsi, una volta raggiunta la costa si imbarcò con Rubeo di San Ginesio, allo scopo di raggiungere Civitanova via mare e quindi far ritorno a Montegranaro, in cui intendeva rifugiarsi e farsi curare. Ma martedì 22 giugno 1395, poco dopo aver preso il mare, fu visto dagli uomini del castello di Grottammare che, dopo aver armato alcune barche, catturarono Luca e tutti gli uomini che erano con lui. Il giovedì seguente Rubeo di San Ginesio e gli armigeri catturati furono condotti a Fermo, mentre venerdì 25 giugno fu portato in città anche il Canale dopo aver raggiunto il porto di Fermo in barca. Le decisioni del Canale avevano creato un clima di tensione da parte fermana nei confronti della comunità veregrense, che sfociò nel successivo saccheggio del paese alla fine dell'anno 1395; inoltre Montegranaro era sempre rimasto nelle mire di Fermo, ma anche in quelle dei Da Varano di Camerino e della città di Girifalco. Fermo inviò due ambasciatori a Fabriano per incontrare il Michelotti e decisero che Biordo avrebbe venduto Montegranaro a Fermo in cambio del rilascio di Luca di Canale, che fu liberato il 4 dicembre 1395. Non si sa se tornò più a Montegranaro, ma solo che l'anno successivo era ancora nella Marca, a combattere per conto del Mostarda.

### Gli ultimi scontri
Nel settembre del 1396 si spostò in Toscana, dove seguì Alberico da Barbiano contro i fiorentini e i pisani con 400 cavalli e 400 fanti per difendere la città. In seguito si alleò con il visconteo Paolo Savelli, signore di Milano, contro la Repubblica di Firenze con 300 cavalli e 300 fanti. L'anno seguente (1397) appoggiò Alberico da Barbiano sotto Lucca. Nel 1398 si trovava vicino Barbialla con 150 cavalli e 300 fanti per averne la rocca mediante un complotto ordito con il locale castellano. I fiorentini prevennero il suo intervento e fecero prigionieri fra i suoi uomini tutti i cavalli e 100 fanti. Nel 1399 sostenne la signoria degli Appiano a Pisa quando sorsero dei tumulti per le voci inerenti alla cessione della città al duca di Milano. Non si conosce l'anno della sua morte, che pare sia avvenuta intorno al 1400.